# Ljusnarsbergs kyrka
Ljusnarsbergs kyrka är en kyrkobyggnad i Kopparberg i Västerås stift. Den är församlingskyrka i Ljusnarsbergs församling. Nordväst om kyrkogården finns en tjärad och till viss del inklädd klockstapel från
1640-talet.

## Kyrkobyggnaden
Byggnaden har en stomme av trä och fasader belagda med rödfärgad träspån. Kyrkan består av ett långhus med rakt kor i öster och torn i väster. Öster om koret finns en vidbyggd sakristia. Korsarmar sträcker sig ut åt norr och söder. Ett flertal spiror sträcker sig upp från de olika byggnadsdelarna och över korsmitten finns en takryttare.

### Tillkomst och ombyggnader
Träkyrkan uppfördes åren 1635–1637 och invigdes redan i november 1635 då den ännu inte var färdigställd. Dess ursprungliga byggmästare var Olof Snickare och bergmästare Olufsson var kontrollant för bygget. Åren 1691–1696 tillkom korsarmarna då kyrkan kapades itu, koret flyttades åt öster och korsarmarna infogades i söder och norr. Ombyggnader och reparationer genomfördes åren 1764–1765 då bland annat nya fönster togs upp och befintliga utvidgades. Åren 1891–1892 byggdes nytt kor och en ny sakristia efter ritningar av arkitekt Fritz Eckert från Stockholm. Byggmästare på entreprenad var J. O. Bernholm från Väster-Fernebo. Arbetet översågs och kontrollerades av byggnadsingenjör Carl E. Jansson från Lindesberg. Tornets småspiror, som hade rivits vid en renovering 1803, rekonstruerades. Invigningen av den nyrestaurerade kyrkan skedde söndagen 11 september 1892 med invigningstal av församlingens kyrkoherde Johan Magnus Enhörning (f. 1849).
En stor utvändig upprustning genomfördes 1979 då yttertaken omkonstruerades och ytterväggarna stabiliserades. Ännu en yttre renovering gjordes 2002 då skadade vägg- och takspån ersattes med nya. Ytterväggarna målades med Falu rödfärg och taken ströks med tjära. Vid samma tillfälle utfördes reparationsarbeten på klockstapeln. Ljusnarsbergs kyrka utsågs februari 2006 till Sveriges vackraste kyrka av tidningen Året Runt. 2013 byggs kyrkan ut åt väster för att göra plats åt en handikappanpassad toalett, bland annat.
”Bergslagsbarockens drottning” har den kallats av biskop Mikael Mogren.

## Inventarier
- Dopfunten från 1644 är byggd av kalksten och är utformad som en präst i ämbetsdräkt.
- Predikstolen tillverkades 1643 av predikstolsmakaren Lars Strångesson. Den beströks med blå målarfärg år 1756 vilken avlägsnades 1892.
- Nuvarande altartavla tillkom vid ombyggnaden 1892.

### Orgel
- 1693 byggde Samuel Bjurbeck en orgel med 10 stämmor.
- 1875 byggde E. A. Setterquist & Son, Örebro, en orgel med 11 stämmor. Det sattes in en regulator för luften utom kontrakt. Den besiktigades av musikdirektör E. G. Korsgren.[2] Den restaurerades och tillbyggdes augusti 1892 av firman E. A. Setterquist & Son, Örebro, så orgeln hade 15 stämmor. Avsyning skedde 3 september av August Lagergren.[3]

| Manual          |
| Gedackt 8'      |
| Qvintadena 8'   |
| Principal 4'    |
| Traversflöjt 4' |
| Decima 4'       |
| Qvinta 3'       |
| Sesquialtera 2  |
| Superoktava 2'  |
| Scharf 3        |
| Trumpet 8'      |

- Nuvarande orgel med i 33 stämmor tillkom 1966 och är byggd av orgelbyggare Jehmlich Orgelbau Dresden.
- 1997 tillkom en kororgel byggd av A. Mårtenssons orgelfabrik i Lund. Orgeln målades på plats av konservator Gabor Pasztor.

## Bildgalleri

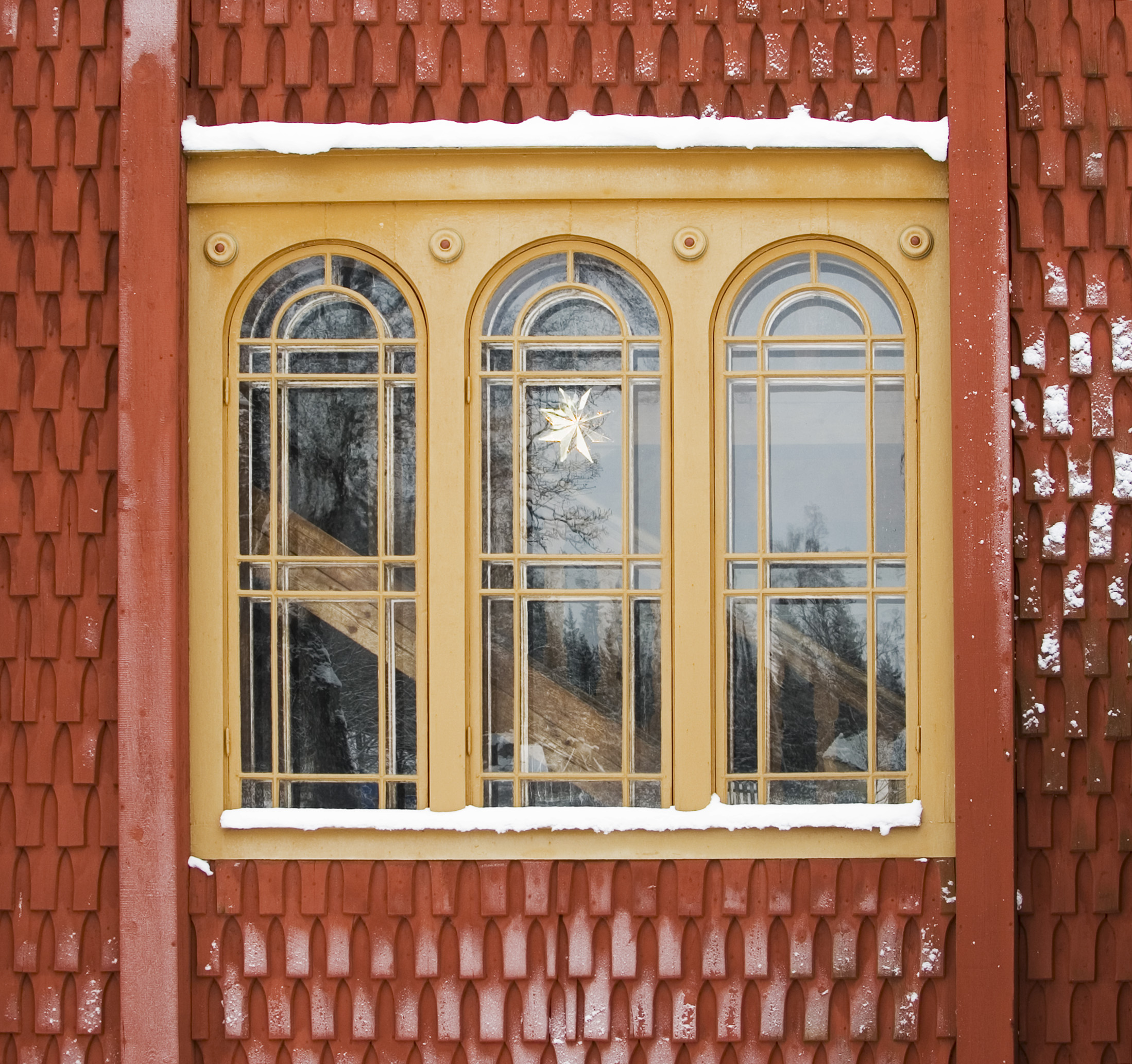
Ett av kyrkans fönster.
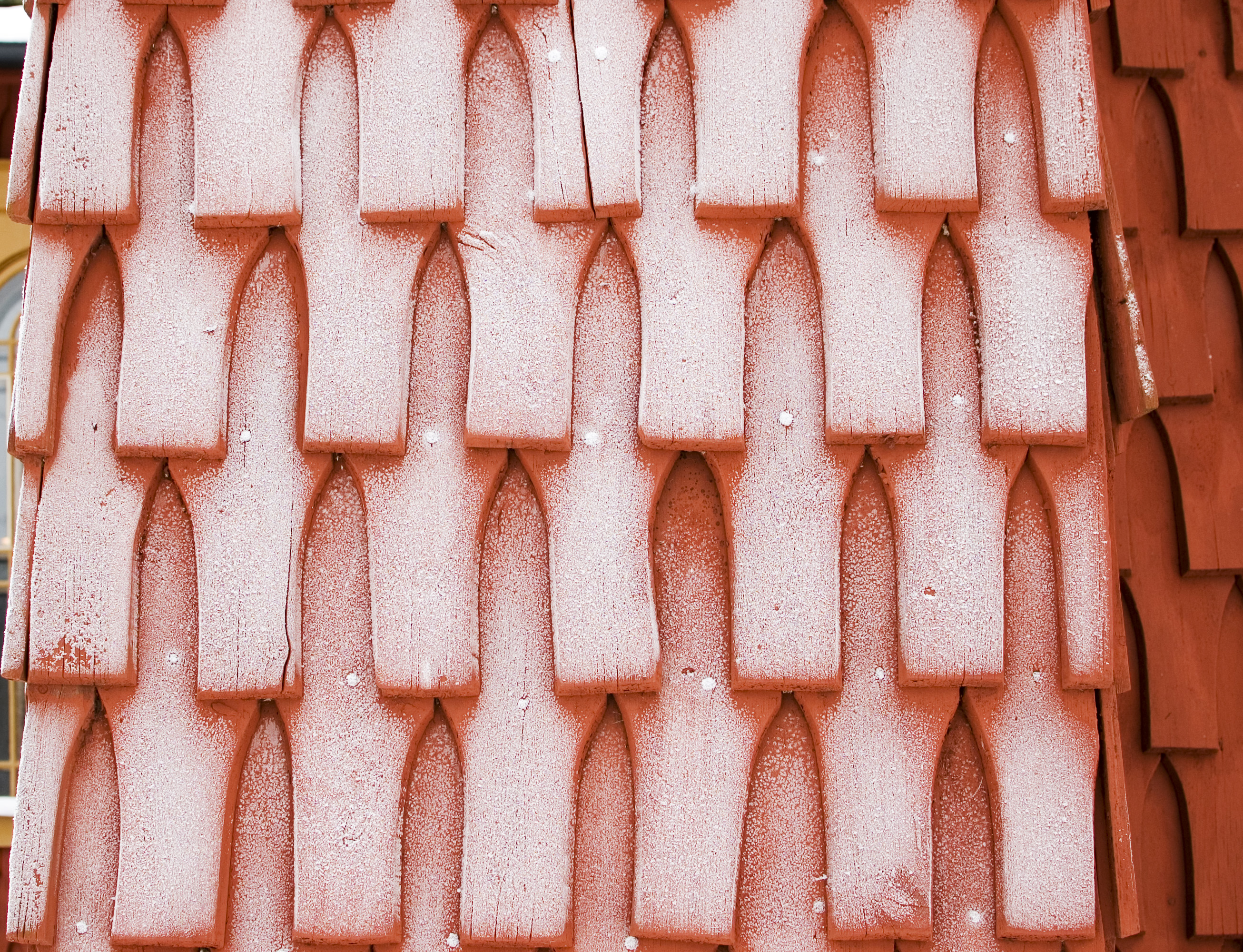
Detalj av fasaden.
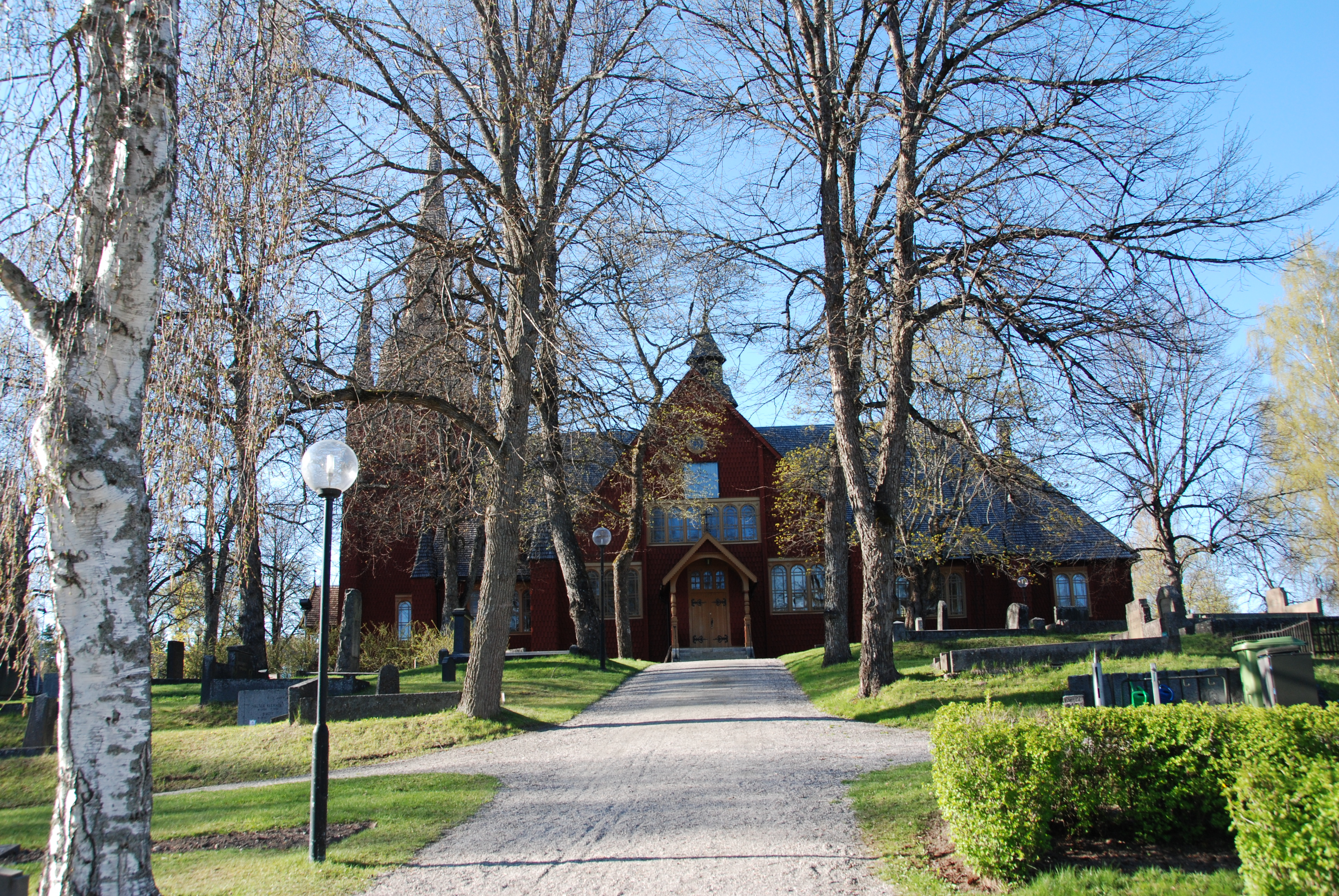
Ljusnarsbergs kyrka
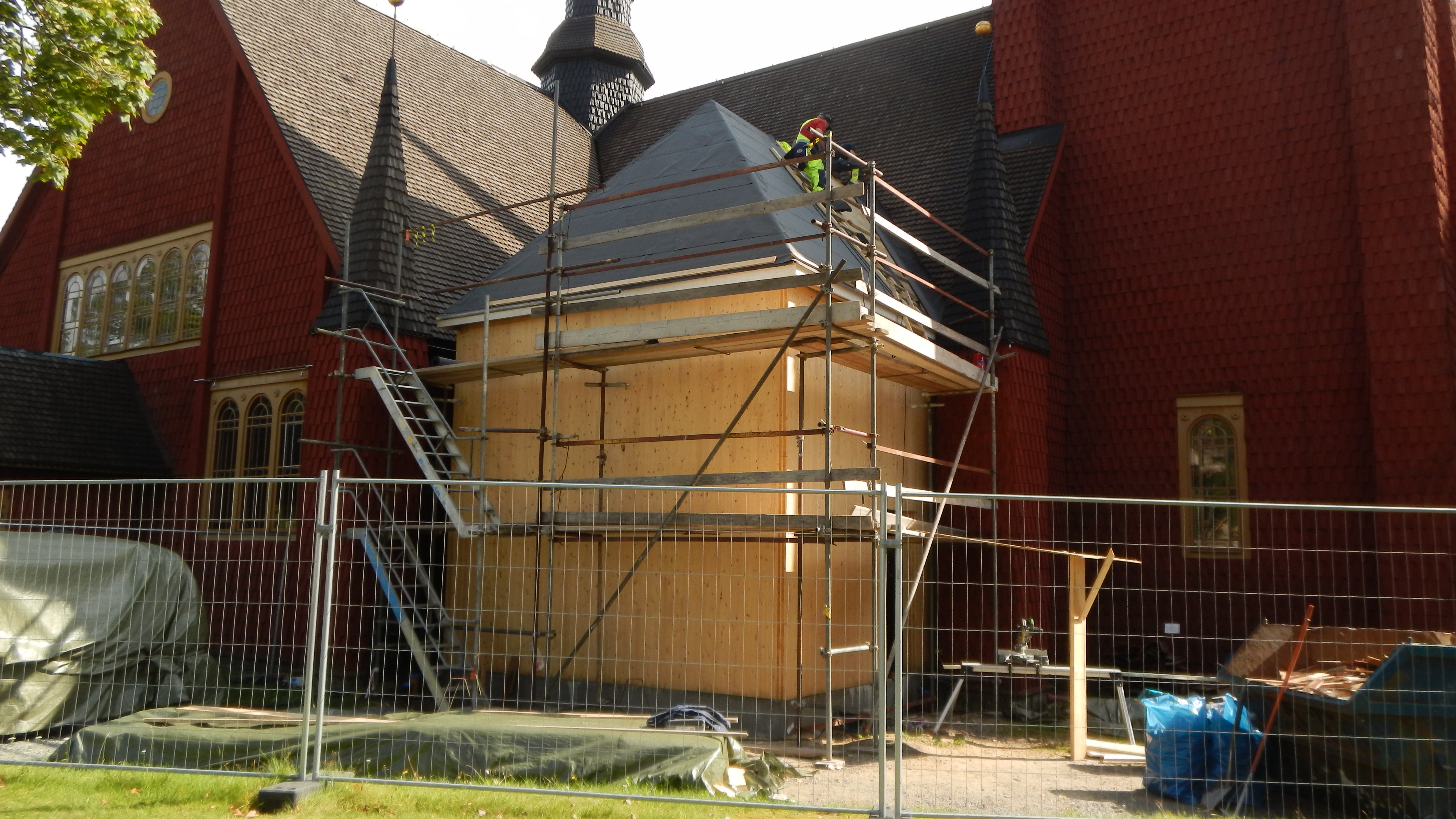
Sommaren/hösten 2013 byggdes Ljusnarsbergs Kyrka ut åt väster, för att bl.a. rymma en handikappanpassad toalett.